# Gällnö naturreservat
Gällnö naturreservat är ett naturreservat i Värmdö kommun i Stockholms län.
Området är naturskyddat sedan 1978 och är 142 hektar stort. Reservatet omfattar flera delar, några av dem på Gällnö, inklusive Yttra Skötholmen och en på Gällnö Västerholme. Reservatet består av hagar, hällmarkstallskog och granskog med lövinslag även ädellövträd.